# Santo Amaro (São Paulo)
Pour les articles homonymes, voir Santo Amaro.
Santo Amaro est un district du centre-Sud de la ville de São Paulo, dans l'État de São Paulo, au Brésil. C'était une municipalité indépendante jusqu'à être intégrée à São Paulo en 1935. Le quartier est délimité par les avenues Roque Petroni Junior, Professeur Vicente Rao, Marginal Pinheiros et l'avenue Washington Luis.
Actuellement, c'est le centre le plus important de la région sud-ouest de la commune, étant considéré, pour cela et aussi pour plusieurs communes voisines, plus important que la zone centrale de la commune.
Cette région de la ville a accueilli la plus grande concentration d'immigrés allemands à partir de 1829. En 1833, Santo Amaro devient une municipalité, prenant son indépendance de São Paulo, et le resta jusqu'en 1935. À partir de 1947, s'ajoute aux européens liés à l'activité industrielle, un flux constant de migration brésilienne venue du Nord-est, qui a intensifié le commerce du quartier.
Le quartier de Santo Amaro représente la pluralité des citoyens brésiliens, sa partie la plus connue est le Largo 13 de Maio où se trouve la cathédrale de Santo Amaro et également le point zéro.
Le quartier compte des lotissements et immeubles de luxe, même s'il existe encore certaines zones où prédominent des magasins populaires et se trouve à proximité de nombreux bidonvilles entre Santo Amaro et le Jardim São Luis.
Santo Amaro était autrefois le plus grand pôle industriel de São Paulo, et, est devenu le deuxième plus grand pôle commercial de la ville.
Santo Amaro est desservi par la Ligne 9 - Émeraude de la CPTM et la Ligne 5 - Lilas du métro de São Paulo, qui se rencontrent dans la station "Santo Amaro", près de la rivière Pinheiros.
Elle compte actuellement 4 universités et 8 collèges, 26 écoles primaires municipales, 50 écoles publiques et 65 écoles privées. Les écoles secondaires totalisent 20 écoles publiques et 41 écoles privées. La structure culturelle et de loisirs compte également 5 bibliothèques, 7 maisons de la culture et le Théâtre Paulo Eiró, en l'honneur du poète local le plus célèbre.

## Histoire

### Origines indigènes
Le premier enregistrement d'occupation de la région fait référence au village tupiniquim Jerubatuba, dirigé par Caiubi, frère de Tibiriçá, au XVIe siècle. Quelque temps plus tard, une mission jésuite d'Indiens guaianases appelée "mission d'Ibirapuera" fut installée. Le nom, en langue tupi (ybyrá-puera), signifie "bois pourri", "arbre pourri". Le village était l'un des nombreux villages dévastés par la variole.

### Fondation
José de Anchieta, venant du village de São Paulo de Piratininga, dans l'une des nombreuses fois où il a visité la région, il a remarqué qu'en raison du nombre d'Indiens catéchisés et des colons installés dans la région, il fut possible d'y établir un village. À cette fin, une chapelle a été construite sur un terrain appartenant au portugais João Paes et à son épouse Suzana Rodrigues, qui ont fait don de l'image de Saint Maur à la chapelle. La région de Santo Amaro a ensuite été élevée au rang de paroisse en 1680 et transformée en paroisse en 1686.

### Colonisation allemande
À la fin du Premier règne, à l'occasion du mariage de Pierre Ier avec Amélie de Leuchtenberg, la région qui formerait l'ancienne commune de Santo Amaro a été transformé en noyau d'une colonie allemande et prussienne par avis du ministère de l'Empire le 8 novembre 1827. En 1829, après avoir débarqué des navires dans le port de Santos, les colons devaient d'abord se rendre dans les environs de Rio Bonito et dans la colonie d'Itapecerica. Le cimetière de Colônia (allemande) de Parelheiros date de cette période des pionniers.
Le premier groupe de colons allemands venus rejoindre la population de cette région fut les familles Bauermann, Braun, Cremmer (Crem), Fischer, Guilger, Helfstein, Hengles, Klein, Milbeyer (Milberg), Moor, Reimberg, Rocumback, Schmidt, Schneirder, Silva, Schunck, Schuster (Justo), Schwarzwalder, Teizem, Weishaupt, Zillig (Silles, Sillig) et d'autres, qui se sont mélangés avec les natifs du pays, mais ont perdu leur langue et leurs coutumes germaniques.
A la fin du XIXe siècle et au début du XXe siècle, de nouveaux groupes d'Allemands (et aussi de Scandinaves) se dirigent vers la région de Santo Amaro, s'installant de préférence aux alentours de Alto da Boa Vista, auquel ils ont donné une caractéristique qui leur est propre et qui persiste à ce jour.

### La municipalité de Santo Amaro

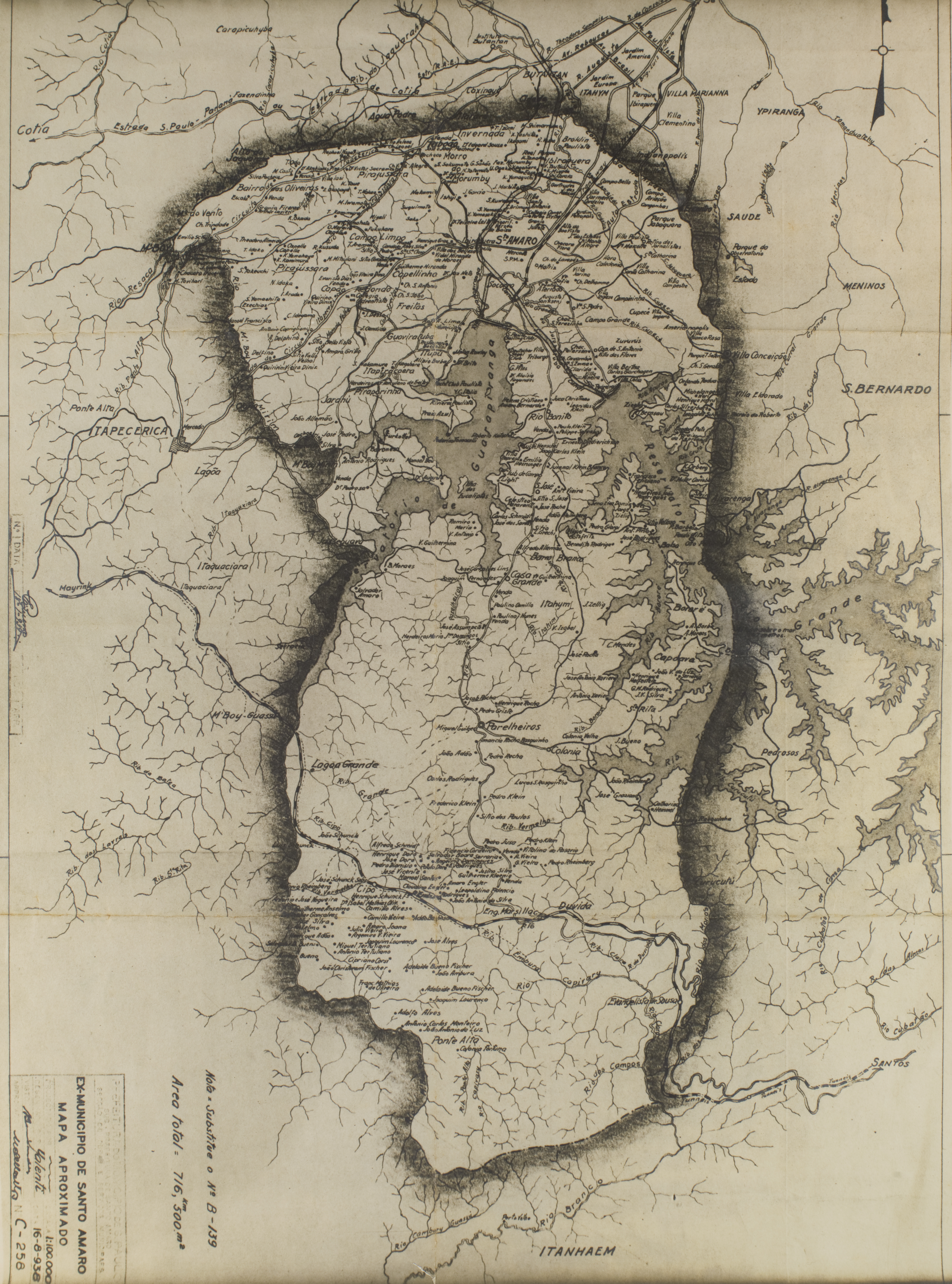
Carte de l'ancienne municipalité de Santo Amaro.

En 1832, Santo Amaro est devenue une municipalité distincte de São Paulo, étant installée le 7 avril 1833. La municipalité couvrait alors tout le territoire au sud du ruisseau de Traição (aujourd'hui canalisé sous l'avenue dos Bandeirantes), une partie de Vila Mariana et Saúde, l'ensemble d'Ipiranga et Cursino, s'étendant jusqu'à la Serra do Mar, y compris les terrains correspondant aux municipalités actuelles de Itapecerica da Serra, Embu, Embu-Guaçu, Taboão da Serra, São Lourenço da Serra et Juquitiba.

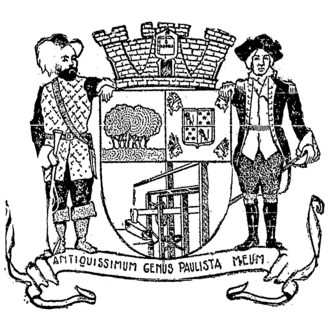
Armoiries de l'ancienne municipalité de Santo Amaro, années 1930

### Réunification avec São Paulo

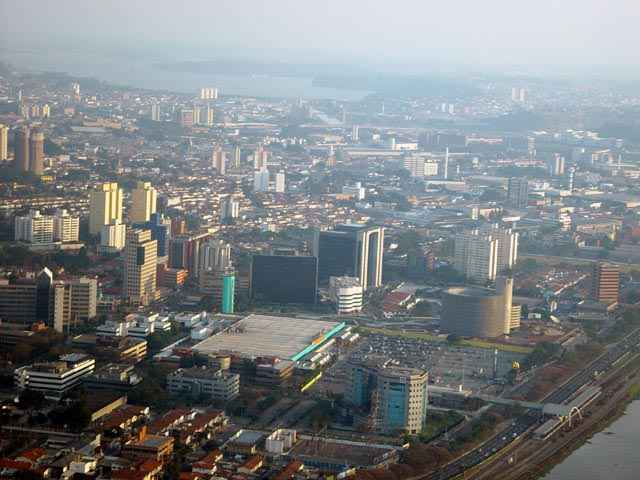
Vue aérienne du district

L'inauguration de l'aéroport de Congonhas, en 1934, a été l'une des raisons pour lesquelles le décret étatique numéro 6 983, du 22 février 1935, a déterminé la extinction de la municipalité de Santo Amaro, en l'incorporant à la municipalité de São Paulo. (Pendant la révolution constitutionnaliste de 1932, l'aéroport du Campo de Marte a été occupé par des troupes rebelles, ce qui a conduit le gouvernement de Getúlio Vargas à rechercher des lieux alternatifs pour le transport aérien à São Paulo). Une autre raison pour laquelle la municipalité a été réincorporée était l'endettement de la municipalité, qui a fini par être payé par São Paulo.

### Actualité
L'ancienne municipalité de Santo Amaro correspond aux actuelles zones 6 et 7 de la municipalité de São Paulo (sud et sud-ouest), englobant les actuels districts de São Paulo de Santo Amaro, Campo Grande, Campo Belo, Campo Limpo, Capão Redondo, Vila Andrade, Jardim Ângela, Jardim São Luís, Socorro, Cidade Dutra, Grajaú, Parelheiros, Marsilac, Cidade Ademar, Pedreira et partie du district d'Itaim Bibi, qui, selon l'estimation de l'Institut brésilien de géographie et de statistiques pour 2004, totalisait une population d'environ 2 100 000 habitants, sur une superficie de 660 kilomètres carrés, ce qui correspond à 43% de la superficie totale de la municipalité de São Paulo.

## Districts voisins
- Itaim Bibi
- Campo Belo
- Vila Andrade
- Cidade Ademar
- Jabaquara
- Campo Grande
- Jardim São Luís
- Socorro